# Marco Arrecino Clemente
Marco Arrecino Clemente (... – 41) è stato un politico romano, prefetto del pretorio (38-41) sotto Caligola.

## Vita privata
Ebbe una moglie, che probabilmente si chiamava Giulia. Da questa, ebbe una figlia di nome Arrecina Tertulla e un figlio, anch'egli di nome Marco Arrecino Clemente e prefetto del pretorio nel 70, sotto Vespasiano.
Nel 62 sua figlia sposò il futuro imperatore Tito. Questo matrimonio fu celebrato per promuovere la carriera civile e militare di Tito ma anche per condonare un debito contratto da Vespasiano durante il suo proconsolato. Si pensa che fosse imparentato con il ramo paterno di Vespasiano poiché sua figlia (Tertulla) porta lo stesso nome della nonna paterna di Vespasiano.
Scoperto mentre complottava ai danni di Caligola fu rimosso dal suo incarico, che fu preso da Lucio Arrunzio Stella, e costretto al suicidio qualche giorno prima dell'assassinio di Caligola nel 41.